# Commentaria in Aristotelem Graeca
Die Commentaria in Aristotelem Graeca (CAG) sind die wissenschaftlich grundlegende Ausgabe der antiken und spätantiken griechischen Kommentare zu den Schriften des Philosophen Aristoteles. Sie wurde im Auftrag der Preußischen Akademie der Wissenschaften in Berlin unter der Redaktion von Hermann Diels von zahlreichen Philologen erstellt.

## Geschichte
Den CAG ging die große Aristoteles-Gesamtausgabe der Berliner Akademie voraus, deren Bände seit 1836 vorlagen und die mit dem Erscheinen der Indizes 1870 abgeschlossen war. Um die Wirkungs- und Rezeptionsgeschichte der aristotelischen Philosophie erfassbar zu machen, mussten die zahlreichen antiken und byzantinischen Kommentare in kritischen Editionen herausgegeben werden. 1874 stellte der Philosoph Eduard Zeller in der Akademie den Antrag, ein entsprechendes Editionsprojekt aufzunehmen. Die Edition sollte erstmals auf genauer Vergleichung der Handschriften beruhen.
Die Akademie nahm den Antrag an und betraute Zeller sowie die Mitglieder Hermann Bonitz und Johannes Vahlen mit der Aufsicht über das Unternehmen. Als Redaktor wurde der Philologe Adolf Torstrik bestimmt, der jedoch schon 1877 starb. Nach seinem Tod übernahm Hermann Diels die Aufgabe. Unter seiner Führung erschienen von 1882 bis 1909 die 23 Bände des Unternehmens in 51 Teilbänden im Verlag Georg Reimer. Die ursprünglich vorgesehenen Bände 24 und 25, die die Kommentare des byzantinischen Metropoliten Leo Magentinus und verschiedene Kommentare ungeklärter Autorschaft enthalten sollten, wurden nicht verwirklicht.
Die textkritischen Editionen der CAG stellen vielfach editiones principes der jeweiligen Texte dar und sind häufig noch nicht durch aktuellere Editionen ersetzt.

## Ergänzung, Fortsetzung, Übersetzung
Ergänzt wurden die CAG noch während der Projektphase durch das Supplementum Aristotelicum in sechs Teilbänden. Fortgesetzt werden sie seit 2007 durch die Edition weiterer Aristoteles-Kommentare bis in byzantinische Zeit in den Commentaria in Aristotelem Graeca et Byzantina (CAGB), die durch die Berlin-Brandenburgische Akademie der Wissenschaften unter Leitung von Dieter Harlfinger, Christof Rapp, Marwan Rashed und Diether R. Reinsch herausgegeben werden.
Eine Ergänzung zu einem Kommentar des Alexanders wurde von Emma Gannagé in einem arabischen Werk aufgefunden. Sie hat vier Kapitel (2,2-5) des verlorenen Kommentars des Alexander von Aphrodisias zu Aristoteles’ Schrift Über Werden und Vergehen in einer arabischen Übersetzung des Alchimisten Dschābir ibn Hayyān aus dem 8. Jahrhundert identifiziert und zum ersten Mal in einer Übersetzung vorgelegt. Gannagé konnte zeigen, dass Alexander in diesem Kommentar versuchte, Aristoteles’ Lehre von der Veränderung der Substanz und dessen Physik zu einer einheitlichen Theorie zusammenzufügen.
Eine große Zahl dieser Kommentare ist inzwischen im Rahmen des von Richard Sorabji initiierten und geleiteten Ancient Commentators on Aristotle Project (ACA) ins Englische übersetzt worden.

## Liste der Teilbände der Commentaria in Aristotelem Graeca
| Band | Autor und Titel                                                                                           | Editor               | Erscheinungsjahr |
| ---- | --- | -------------------- | ---------------- |
| 1    | Alexander Aphrodisiensis, In Aristotelis metaphysica commentaria                                          | Michael Hayduck      | 1891             |
| 2,1  | Alexander Aphrodisiensis, In Aristotelis analyticorum priorum librum 1 commentarium                       | Max Wallies          | 1883             |
| 2,2  | Alexander Aphrodisiensis, In Aristotelis topicorum libros octo commentaria                                | Max Wallies          | 1891             |
| 2,3  | Alexander, quod fertur Michael Ephesius, In Aristotelis sophisticos elenchos commentarium                 | Max Wallies          | 1898             |
| 3,1  | Alexander Aphrodisiensis, In librum de sensu commentarium                                                 | Paul Wendland        | 1901             |
| 3,2  | Alexander Aphrodisiensis, In Aristotelis metereologicorum libros commentarium                             | Michael Hayduck      | 1899             |
| 4,1  | Porphyrius, Isagoge et in Aristotelis categorias                                                          | Adolf Busse          | 1887             |
| 4,2  | Dexippus, In Aristotelis categorias commentaria                                                           | Adolf Busse          | 1888             |
| 4,3  | Ammonius, In Porphyrii isagogen sive V voces                                                              | Adolf Busse          | 1891             |
| 4,4  | Ammonius, In Aristotelis categorias commentarius                                                          | Adolf Busse          | 1895             |
| 4,5  | Ammonius, In Aristotelis De interpretatione commentarius                                                  | Adolf Busse          | 1897             |
| 4,6  | Ammonius, In Aristotelis analyticorum priorum librum 1 commentarium                                       | Max Wallies          | 1899             |
| 5,1  | Themistii analyticorum posteriorium paraphrasis                                                           | Max Wallies          | 1900             |
| 5,2  | Themistii in Aristotelis physica paraphrasis                                                              | Heinrich Schenkl     | 1900             |
| 5,3  | Themistii in libros Aristotelis de anima paraphrasis                                                      | Richard Heinze       | 1899             |
| 5,4  | Themistii in libros Aristotelis de caelo paraphrasis hebraice et latine                                   | Samuel Landauer      | 1902             |
| 5,5  | Themistii in Aristotelis metaphysicorum librum Λ paraphrasis hebraice et latine                           | Samuel Landauer      | 1903             |
| 5,6  | Pseudo-Themistius, In parva naturalia commentarium                                                        | Paul Wendland        | 1903             |
| 6,1  | Syrianus, In Metaphysica (Β–Γ, Μ–Ν) commentaria                                                           | Wilhelm Kroll        | 1902             |
| 6,2  | Asclepius, In Aristotelis metaphysicorum libros Α–Ζ commentaria                                           | Michael Hayduck      | 1888             |
| 7    | Simplicius, In Aristotelis de caelo commentaria                                                           | Johan Ludvig Heiberg | 1894             |
| 8    | Simplicius, In Aristotelis Categorias commentarium                                                        | Karl Kalbfleisch     | 1907             |
| 9    | Simplicius, In Aristotelis physicorum libros quattuor priores                                             | Hermann Diels        | 1882             |
| 10   | Simplicius, In Aristotelis physicorum libros quattuor posteriores                                         | Hermann Diels        | 1895             |
| 11   | Simplicius, In libros Aristotelis de anima commentaria,                                                   | Michael Hayduck      | 1882             |
| 12,1 | Olympiodorus, Prolegomena et in categorias,                                                               | Adolf Busse          | 1902             |
| 12,2 | Olympiodorus, In Aristotelis meteora commentaria                                                          | Wilhelm Stüve        | 1900             |
| 13,1 | Philoponi (olim Ammonii) In Aristotelis Categorias commentarium                                           | Adolf Busse          | 1898             |
| 13,2 | Ioannis Philoponi in Aristotelis analytica priora commentaria                                             | Max Wallies          | 1905             |
| 13,3 | Ioannis Philoponi in Aristotelis analytica posteriora commentaria cum Anonymo in librum II                | Max Wallies          | 1909             |
| 14,1 | Ioannis Philoponi in Aristotelis meteorologicorum librum primum commentarium                              | Michael Hayduck      | 1901             |
| 14,2 | Ioannis Philoponi in Aristotelis libros de generatione et corruptione commentaria                         | Girolamo Vitelli     | 1897             |
| 14,3 | Ioannis Philoponi (Michaelis Ephesii) in libros de generatione animalium commentaria                      | Michael Hayduck      | 1903             |
| 15   | Ioannis Philoponi in Aristotelis de anima libros commentaria                                              | Michael Hayduck      | 1897             |
| 16   | Ioannis Philoponi in Aristotelis physicorum libros tres priores commentaria                               | Girolamo Vitelli     | 1887             |
| 17   | Ioannis Philoponi in Aristotelis physicorum libros quinque posteriores commentaria                        | Girolamo Vitelli     | 1888             |
| 18,1 | Eliae In Porphyrii Isagogen et Aristotelis Categorias commentaria                                         | Adolf Busse          | 1900             |
| 18,2 | Davidis Prolegomena et in Porphyrii Isagogen commentarium                                                 | Adolf Busse          | 1904             |
| 18,3 | Stephani in librum Aristotelis de interpretatione commentarium                                            | Michael Hayduck      | 1885             |
| 19,1 | Aspasii in ethica Nicomachea quae supersunt commentaria                                                   | Gustav Heylbut       | 1889             |
| 19,2 | Heliodori in ethica Nicomachea paraphrasis                                                                | Gustav Heylbut       | 1889             |
| 20   | Eustratii et Michaelis et Anonyma in ethica Nicomachea commentaria                                        | Gustav Heylbut       | 1892             |
| 21,1 | Eustratii in analyticorum posteriorum librum secundum commentarium                                        | Michael Hayduck      | 1907             |
| 21,2 | Anonymi et Stephani in artem rhetoricam commentaria                                                       | Hugo Rabe            | 1896             |
| 22,1 | Michaelis Ephesii in parva naturalia commentaria                                                          | Paul Wendland        | 1903             |
| 22,2 | Michaelis Ephesii in libros de partibus animalium, de animalium motione, de animalium incessu commentaria | Michael Hayduck      | 1904             |
| 22,3 | Michaelis Ephesii in librum quintum ethicorum Nicomacheorum commentarium                                  | Michael Hayduck      | 1901             |
| 23,1 | Sophoniae in libros de anima paraphrasis                                                                  | Michael Hayduck      | 1883             |
| 23,2 | Anonymi categoriarum paraphrasis                                                                          | Michael Hayduck      | 1883             |
| 23,3 | Themistii quae fertur in Aristotelis analyticorum priorum librum I paraphrasis                            | Max Wallies          | 1884             |
| 23,4 | Anonymi in sophisticos elenchos paraphrasis                                                               | Max Wallies          | 1884             |

## Liste der Teilbände des Supplementum Aristotelicum
| Band | Autor und Titel                                                                                 | Editor              | Erscheinungsjahr |
| ---- | ----------------------------------------------------------------------------------------------- | ------------------- | ---------------- |
| 1,1  | Excerptorum Constantini de natura animalium libri duo: Aristophanis historiae animalium epitome | Spyridon P. Lambros | 1885             |
| 1,2  | Prisciani Lydi quae extant, metaphrasis in Theophrastum et Solutionum ad Chosroem liber         | Ingram Bywater      | 1886             |
| 2,1  | Alexandri Aphrodisiensis scripta minora. 1: Alexandri de anima cum mantissa                     | Ivo Bruns           | 1887             |
| 2,2  | Alexandri Aphrodisiensis scripta minora reliqua (quaestiones, de fato, de mixtione)             | Ivo Bruns           | 1892             |
| 3,1  | Anonymi londinensis ex Aristotelis Iatricis Menoniis et aliis medicis eclogae                   | Hermann Diels       | 1893             |
| 3,2  | Aristotelis Res publica Atheniensium                                                            | Frederic G. Kenyon  | 1903             |